# 15548 Kalinowski
15548 Kalinowski (tên chỉ định: 2000 EJ147) là một tiểu hành tinh vành đai chính. Nó được khám phá thông qua Catalina Sky Survey ngày 4 tháng 3 năm 2000. Nó được đặt theo tên Larry Kalinowski, một nhà thiên văn học nghiệp dư trong Hiệp hội Xã hội Warren. He was the author of the LFK Exposure Guides in the 1960s và 1970s which helped many nhà thiên văn học nghiệp dưs obtain good quality astrophotos.
1. ↑  "Bản sao đã lưu trữ" (PDF). Bản gốc (PDF) lưu trữ ngày 5 tháng 3 năm 2016. Truy cập ngày 18 tháng 12 năm 2011.
2. ↑  "JPL Small". Truy cập ngày 11 tháng 2 năm 2015.